# Athlétisme aux Jeux du Commonwealth de 1990
Pour un article plus général, voir Jeux du Commonwealth de 1990.
Navigation
Les épreuves d'athlétisme des Jeux du Commonwealth 1990 se déroulent du 24 janvier au 3 février 1990 au Mount Smart Stadium d'Auckland, en Nouvelle-Zélande.

## Résultats

### Hommes
| Épreuve           | Or                                                                                         | Argent                                                                                    | Bronze                                                                                  |
| ----------------- | ------------------------------------------------------------------------------------------ | ----------------------------------------------------------------------------------------- | --------------------------------------------------------------------------------------- |
| 100 m             | Linford Christie 9 s 93                                                                    | Davidson Ezinwa 10 s 05                                                                   | Bruny Surin 10 s 12                                                                     |
| 200 m             | Marcus Adam 20 s 10                                                                        | John Regis 20 s 16                                                                        | Ade Mafe 20 s 26                                                                        |
| 400 m             | Darren Clark 44 s 60                                                                       | Samson Kitur 44 s 88                                                                      | Simeon Kipkemboi 44 s 93                                                                |
| 800 m             | Sammy Tirop 1 min 45 s 98                                                                  | Nixon Kiprotich 1 min 46 s 00                                                             | Matthew Yates 1 min 46 s 62                                                             |
| 1 500 m           | Peter Elliott 3 min 33 s 39                                                                | Wilfred Kirochi 3 min 34 s 41                                                             | Peter O'Donoghue 3 min 35 s 14                                                          |
| 5 000 m           | Andrew Lloyd 13 min 24 s 86                                                                | John Ngugi 13 min 24 s 94                                                                 | Ian Hamer 13 min 25 s 63                                                                |
| 10 000 m          | Eamonn Martin 28 min 08 s 57                                                               | Moses Tanui 28 min 11 s 56                                                                | Paul Williams 28 min 12 s 71                                                            |
| Marathon          | Douglas Wakiihuri 2 h 10 min 27 s                                                          | Steve Moneghetti 2 h 10 min 34 s                                                          | Simon-Robert Naali 2 h 10 min 38 s                                                      |
| 3 000 m steeple   | Julius Kariuki 8 min 20 s 64                                                               | Joshua Kipkemboi 8 min 24 s 26                                                            | Colin Walker 8 min 26 s 50                                                              |
| 110 m haies       | Colin Jackson 13 s 08                                                                      | Tony Jarrett 13 s 34                                                                      | David Nelson 13 s 54                                                                    |
| 400 m haies       | Kriss Akabusi 48 s 89                                                                      | Gideon Yego 49 s 25                                                                       | John Graham 50 s 24                                                                     |
| 30 km marche      | Guillaume Leblanc 2 h 08 min 28 s                                                          | Andrew Jachno 2 h 09 min 09 s                                                             | Ian McCombie 2 h 09 min 20 s                                                            |
| Relais 4×100 m    | Angleterre Clarence Callender John Regis Marcus Adam Linford Christie Tony Jarrett 38 s 67 | Nigeria Victor Nwankwo Davidson Ezinwa Osmond Ezinwa Abdullahi Tetengi 38 s 85            | Jamaïque Wayne Watson John Mair Clive Wright Ray Stewart 39 s 11                        |
| Relais 4×400 m    | Kenya David Kitur Samson Kitur Simeon Kipkemboi Stephen Mwanzia 3 min 02 s 48              | Écosse Mark Davidson David Strang Tom McKean Brian Whittle Duncan Mathieson 3 min 04 s 68 | Jamaïque Clive Wright Devon Morris Trevor Graham Howard Burnett John Mair 3 min 04 s 96 |
| Saut en hauteur   | Nick Saunders 2,36 m                                                                       | Dalton Grant 2,34 m                                                                       | Milt Ottey Geoff Parsons 2,23 m                                                         |
| Saut à la perche  | Simon Arkell 5,35 m                                                                        | Ian Tullett 5,25 m                                                                        | Simon Poelman 5,20 m                                                                    |
| Saut en longueur  | Yusuf Alli 8,39 m                                                                          | David Culbert 8,20 m                                                                      | Festus Igbinoghene 8,18 m                                                               |
| Triple saut       | Marios Hadjiandreou 16,95 m                                                                | Jonathan Edwards 16,93 m                                                                  | Edrick Floreal 16,89 m                                                                  |
| Lancer du poids   | Simon Williams 18,54 m                                                                     | Adewale Olukoju 18,48 m                                                                   | Paul Edwards 18,17 m                                                                    |
| Lancer du disque  | Adewale Olukoju 62,62 m                                                                    | Werner Reiterer 61,56 m                                                                   | Paul Nandapi 59,94 m                                                                    |
| Lancer du marteau | Sean Carlin 75,66 m                                                                        | David Smith 73,52 m                                                                       | Angus Cooper 71,26 m                                                                    |
| Lancer du javelot | Steve Backley 86,02 m                                                                      | Mick Hill 83,32 m                                                                         | Gavin Lovegrove 81,66 m                                                                 |
| Décathlon         | Mike Smith 8 525 pts                                                                       | Simon Poelman 8 207 pts                                                                   | Eugene Gilkes 7 705 pts                                                                 |

### Femmes
| Épreuve           | Or                                                                               | Argent                                                                                  | Bronze                                                                   |
| ----------------- | -------------------------------------------------------------------------------- | --------------------------------------------------------------------------------------- | ------------------------------------------------------------------------ |
| 100 m             | Merlene Ottey 11 s 02                                                            | Kerry Johnson 11 s 17                                                                   | Pauline Davis-Thompson 11 s 20                                           |
| 200 m             | Merlene Ottey 22 s 76                                                            | Kerry Johnson 22 s 88                                                                   | Pauline Davis-Thompson 23 s 15                                           |
| 400 m             | Fatima Yusuf 51 s 08                                                             | Linda Keough 51 s 63                                                                    | Charity Opara 52 s 01                                                    |
| 800 m             | Diane Edwards 2 min 00 s 25                                                      | Ann Williams 2 min 00 s 40                                                              | Sharon Stewart 2 min 00 s 87                                             |
| 1 500 m           | Angela Chalmers 4 min 08 s 41                                                    | Christina Cahill 4 min 08 s 75                                                          | Bev Nicholson 4 min 09 s 00                                              |
| 3 000 m           | Angela Chalmers 8 min 38 s 38                                                    | Yvonne Murray 8 min 39 s 46                                                             | Liz McColgan 8 min 47 s 66                                               |
| 10 000 m          | Liz McColgan 32 min 23 s 56                                                      | Jill Hunter 32 min 33 s 21                                                              | Barbara Moore 32 min 44 s 73                                             |
| Marathon          | Lisa Martin 2 h 25 min 28 s                                                      | Tani Ruckle 2 h 33 min 15 s                                                             | Angie Pain 2 h 36 min 35 s                                               |
| 100 m haies       | Kay Morley 12 s 91                                                               | Sally Gunnell 13 s 12                                                                   | Lesley-Ann Skeete 13 s 31                                                |
| 400 m haies       | Sally Gunnell 55 s 38                                                            | Debbie Flintoff-King 56 s 00                                                            | Jenny Laurendet 56 s 74                                                  |
| 10 km marche      | Kerry Saxby 45 min 03 s                                                          | Anne-Marie Judkins 47 min 03 s                                                          | Lisa Langford 47 min 23 s                                                |
| Relais 4×100 m    | Australie Monique Dunstan Kathy Sambell Cathy Freeman Kerry Johnson 43 s 87      | Angleterre Stephi Douglas Jenni Stoute Simmone Jacobs Paula Dunn 44 s 15                | Nigeria Beatrice Utondu Fatima Yusuf Charity Opara Chioma Ajunwa 44 s 67 |
| Relais 4×400 m    | Angleterre Angela Piggford Jenni Stoute Sally Gunnell Linda Keough 3 min 28 s 08 | Australie Maree Holland Sharon Stewart Susan Andrews Debbie Flintoff-King 3 min 30 s 74 | Canada Rosey Edeh France Gareau Cheryl Allen Gail Harris 3 min 33 s 26   |
| Saut en hauteur   | Tania Murray 1,88 m                                                              | Janet Boyle 1,88 m                                                                      | Tracy Phillips 1,88 m                                                    |
| Saut en longueur  | Jane Flemming 6,78 m                                                             | Beatrice Utondu 6,65 m                                                                  | Fiona May 6,55 m                                                         |
| Lancer du poids   | Myrtle Augee 18,48 m                                                             | Judy Oakes 18,43 m                                                                      | Yvonne Hanson-Nortey 16,00 m                                             |
| Lancer du disque  | Lisa-Marie Vizaniari 56,38 m                                                     | Jackie McKernan 54,86 m                                                                 | Astra Vitols 53,84 m                                                     |
| Lancer du javelot | Tessa Sanderson 65,72 m                                                          | Sue Howland 61,18 m                                                                     | Kate Farrow 58,98 m                                                      |
| Heptathlon        | Jane Flemming 6 695 pts                                                          | Sharon Jaklofsky-Smith 6 115 pts                                                        | Judy Simpson 6 085 pts                                                   |

## Légende
Records et Performances
- AR : Record continental (area record)
- CR : Record des championnats (championship record)
- MR : Record du meeting (meet record)
- NR : Record national (national record)
- OR : Record olympique (olympic record)
- PR : Record paralympique (paralympic record)
- PB : Record personnel (personal best)
- SB : Meilleure performance personnelle de la saison (season's best)
- WL : Meilleure performance mondiale de l'année (world leader)
- WJR : Record du monde junior (world junior record)
- WR : Record du monde (world record)

Circonstances et Conditions
- DNF : N'a pas terminé (did not finish)
- DNS : N'a pas pris le départ (did not start)
- DQ : Disqualification (disqualification)
- NM : Aucun essai valable enregistré (No Mark)
- Q : Qualifié « directement » au prochain tour (ou à la prochaine compétition), lors d'une compétition majeure, grâce au classement ou à la réalisation des minima (automatic qualifier)
- q : Qualifié au prochain tour (ou à la prochaine compétition), lors d'une compétition majeure, grâce au repêchage ou à la réalisation de l'une des meilleures performances parmi celles des « non qualifiés directement » (grâce au meilleur temps ou à la meilleure distance par exemple) (secondary qualifier)